# In Voodoo Veritas
In Voodoo Veritas är bandet Sparzanzas fjärde studioalbum, utgivet den 25 februari 2009.

## Låtförteckning
1. "The Blind Will Lead the Blind" - 3:44
2. "Gone" - 2:58
3. "Black Gemini" - 2:57
4. "My World of Sin" - 4:09
5. "Robota" - 2:47
6. "Methadream" - 3:11
7. "On the Other Side" - 2:44
8. "Red Dead Revolver" - 3:18
9. "Bloodline" - 3:08
10. "The End of Days" - 3:04
11. "Self Medication" - 2:51